# ۱ صفر
۱ صفر، اولین روز از ماه صفر در تقویم هجری قمری است.
در تقویم هجری قمری قراردادی این روز سی و یکمین روز سال است.

## وقایع
- ۳۷ - وقوع جنگ صفین.
- ۶۱ - ورود اسیران واقعه کربلا به شام.